# Juan Manuel Caballero de la Colina
D. Juan Manuel Caballero y Colina (Lanestosa, Vizcaya, España, 13 de julio de 1769 - Guadalajara, Jalisco, México, 26 de marzo de 1837). Fue un importante comerciante, político y filántropo español en Jalisco durante el primer tercio del siglo XIX.

## Reseña biográfica
Hijo de Gaspar Caballero Bringas y Teresa María de la Colina Prado Escudero-Gilón, fue bautizado en la iglesia de San Pedro Apóstol de Lanestosa el 16 de julio de 1769. Es el séptimo de ocho hermanos. Con 10 años se traslada a Madrid a casa de su tío Miguel de la Colina, allí es educado para el comercio. El 22 de junio de 1787, a la edad de 17 años, se expide la licencia de embarque para ir a México a vivir en compañía de sus primos, D. Juan Ángel y D. Francisco Ortiz de Rozas y Escudero-Gilón vecinos de la ciudad de Guadalajara, naturales de Lanestosa y se embarca en la fragata de nombre "El Mentor" que viaja con destino a Veracruz.
Después de trabajar con varios paisanos vizcaínos en Guadalajara, abre una enorme tienda en el portal de Santa María de Gracia, en la esquina entre las calles Pedro Moreno y 16 de Septiembre.
En 1803 el 28 de abril contrajo matrimonio en el Sagrario Metropolitano de Guadalajara con Juana de Dios Fernández-Barrena Vizcarra, hija de Ramón Fernández-Barrena Pérez-Larraya y Eusebia Vizcarra Castillo y que era propietaria de las haciendas de San Clemente, en el sureste de Jalisco y Estipac que había heredado de su padre y de su abuelo, el primer Marqués de Pánuco (Sinaloa), Francisco Javier de Vizcarra y Moreno. Por este matrimonio heredó la gran Hacienda de San Clemente en Unión de Tula (Jalisco).
En 1810 fue uno de los componentes de la Junta Auxiliar del gobierno que se formó para combatir a los insurgentes. En 1811 se libró de ser ejecutado por orden del Miguel Hidalgo y Costilla. Había sido capturado, por el bandido y torero Agustín Marroquín, con otros 200 peninsulares que fueron encerrados en los colegios de San Diego y San Juan Bautista de Guadalajara. El capitán Pérez de Acal le liberó de la prisión.
Don Juan Manuel recibe y hospeda en su casa a un recién llegado a Guadalajara, a Don Francisco Martínez-Negrete y Ortiz de Rozas proveniente de Durango y recientemente viudo de su primer matrimonio. A ellos, además de la viudez, los unía el lugar de nacimiento (Lanestosa, en Vizcaya, España). Don Juan Manuel fungió como Testigo de honor el 30 de agosto de 1835 en el 2º matrimonio de Don Francisco Martínez-Negrete y Ortiz de Rozas con Doña Josefa de Jesús María Alba y Ortiz de Rozas y también fue padrino de bautizo del primer hijo de esta pareja, María Ignacia Martínez-Negrete y Alba. La familia Martínez-Negrete fue una de las familias más acaudaladas e influyentes de la Guadalajara del siglo XIX. Esta pareja se denominaban Sobrinos de Don Juan Manuel, como se puede leer en la inscripción al pie del retrato al óleo de Don Juan Manuel, que se encuentra en la Galería de Patronos de Zapopan.
Fue el último albacea y ejecutor de la herencia de su cuñada, la religiosa agustina recoleta de Santa Mónica, Manuela Fernández de Barrena, que con su peculio fundó el Colegio Apostólico de Propaganda Fide de Zapopan (hoy Convento Franciscano), mereciendo con esto fungir como su primer Sinodal.
Fue un político que desempeñó importantes cargos en Guadalajara, entre otros, mayordomo de propios, regidor del ayuntamiento de la ciudad de Guadalajara, teniente prior del Gran Consulado de Guadalajara, se le designó Juez de Gremios, en 1813 fue vocal de la diputación provincial y en 1820 fue un destacado diputado por Guadalajara a las Cortes de Cádiz, logrando auspiciar en los problemas de la actual Región Costa Sur del Estado de Jalisco, que anteriormente se denominaba Nueva Galicia. Intervino en la construcción del actual Convento de Nuestra Señora de la Expectación de Zapopan y la Basílica de Zapopan, santuario franciscano de estilo barroco. Fundó varias compañías mercantiles.
Por su generosidad y filantropía, la calle de Guadalajara donde vivió, aún lleva su nombre.